# Società Sportiva Murata
Maillots
Actualités
Le SS Murata est un club saint-marinais de football. Le club fut fondé en 1966. Il joue dans le Championnat de Saint-Marin.

## Histoire
Le SS Murata gagne son premier titre national en 2006, puis réédite cette performance en 2007. Comme l'UEFA décide d'inclure les champions saint-marinais au premier tour préliminaire de la Ligue des champions dès la saison 2007-2008, Murata est le premier club saint-marinais à prendre part à la plus importante compétition de clubs européens. Dans le but de renforcer l'équipe première, en juillet 2007, le club fait signer un Brésilien champion du monde 1994 âgé de 41 ans : Aldair. Le club approche même en juillet 2008 le Brésilien Romário et le champion de Formule 1 Michael Schumacher. Tous deux déclinent la proposition.
Le SS Murata détient le record du plus grand nombre de buts marqués dans des compétitions européennes par un club saint-marinais (un en Ligue des champions et un en Coupe UEFA).

## Bilan sportif

### Palmarès
- Championnat de Saint-Marin
  - Champion : 2006, 2007 et 2008

- Coupe de Saint-Marin
  - Vainqueur : 1997, 2007 et 2008
  - Finaliste : 2015

- Supercoupe de Saint-Marin
  - Vainqueur : 2006, 2008 et 2009
  - Finaliste : 2015

### Bilan européen
Note : dans les résultats ci-dessous, le score du club est toujours donné en premier
| Saison    | Compétition         | Tour           | Club           | Domicile | Extérieur | Total |
| --------- | ------------------- | -------------- | -------------- | -------- | --------- | ----- |
| 2006-2007 | Coupe UEFA          | Premier tour Q | APOEL Nicosie  | 0 - 4    | 1 - 3     | 1 - 7 |
| 2007-2008 | Ligue des champions | Premier tour Q | Tampere United | 1 - 2    | 0 - 2     | 1 - 4 |
| 2008-2009 | Ligue des champions | Premier tour Q | IFK Göteborg   | 0 - 5    | 0 - 4     | 0 - 9 |

Légende
- Victoire ou qualification pour le tour suivant
- Match nul
- Défaite ou élimination de la compétition

## Entraineurs
Liste des entraineurs depuis 2008.